# La demolición
La demolición es una película de comedia dramática argentina de 2005 dirigida por Marcelo Mangone. Está basada en la obra de teatro homónima (2002) escrita por Ricardo Cardoso. Narra la historia de un hombre que lucha por detener la demolición de un edificio abandonado, donde solía funcionar la empresa para la cual trabajaba. Está protagonizada por Enrique Liporace y Jorge Paccini.
La película se estrenó mundialmente el 21 de septiembre de 2005 en el Festival Internacional de Cine de San Sebastián, mientras que su estreno comercial en las salas de cines de Argentina fue el 2 de febrero de 2006.

## Sinopsis
Un día, la empresa para la que trabaja Osvaldo Lazzari le designa la tarea de llevar a cabo la demolición de un viejo edificio que funcionaba antes como una fábrica, sin embargo, cuando va a inspeccionarlo se encuentra con la sorpresa de que está ocupado por Beto Luna, un hombre delirante que aún cree que puede levantar la empresa que funcionaba allí y de la cual era empleado.

## Elenco
- Enrique Liporace como Alberto «Beto» Luna
- Jorge Paccini como Osvaldo Lazzari
- Roly Serrano como Raúl Escobar
- Gastón Pauls como Julián Luna
- Marcelo Mazzarello como Emiliano «Puchi» Izzo
- Nicolás Condito como Hijo de Julián
- Alejandro Pous
- Marcelo Alfaro
- Mimí Ardú como Betty
- Ernestina Pais como Periodista
- Vera Fogwill
- Juan Carlos García
- Fernando Roa
- Daniela Vianni
- Floria Bloise
- Alfredo Sánchez
- Pascual Condito como Chaves

## Recepción

### Comentarios de la crítica
La película recibió críticas mixtas por parte de la prensa. L. M. de Página 12 señaló que la película «parece ganar en su despliegue de producción y en su dimensión exterior, pero no alcanza a profundizar ni a actualizar su tema». El diario La Nación destacó que «el drama se sostiene sin perder credibilidad, incluso cuando la historia se tiñe por completo de grotesco» y además Mangone acertó «al transcribir la pieza original con un lenguaje clásico y austero, pero siempre efectivo».
En una reseña para Cine Freaks, Pablo E. Arahuete escribió «poco atractiva como propuesta cinematográfica, la película de Mangone no aprovecha la riqueza del grotesco para profundizar sobre una temática que el cine argentino reciente supo abordar con mejores resultados como es el caso de Próxima salida (2004)».

### Premios y nominaciones
| Lista de premios y nominaciones | Lista de premios y nominaciones | Lista de premios y nominaciones | Lista de premios y nominaciones   | Lista de premios y nominaciones | Lista de premios y nominaciones |
| Año                             | Organización                    | Categoría                       | Nominado/a(s)                     | Resultado                       | Ref(s)                          |
| ------------------------------- | ------------------------------- | ------------------------------- | --------------------------------- | ------------------------------- | ------------------------------- |
| 2006                            | Premios Sur                     | Mejor música original           | Martín Bianchedi                  | Nominado                        | [ 9 ]                           |
| 2007                            | Premios Cóndor de Plata         | Mejor guion adaptado            | Ricardo Cardoso y Marcelo Mangone | Nominados                       | [ 10 ]                          |